# Кюллёнен, Владимир Александрович
Влади́мир Алекса́ндрович Кюллёнен (7 ноября 1948, Вытегра, Вологодская область — 31 августа 1991, Ленинград) — советский самбист и дзюдоист, чемпион и призёр чемпионатов СССР по самбо, чемпион Европы и мира по самбо, призёр чемпионата СССР по дзюдо, Заслуженный мастер спорта СССР. Также участвовал в соревнованиях по классической борьбе. Выпускник Ленинградского кораблестроительного института.

## Спортивные результаты
- Чемпионат СССР по самбо 1971 года — ;
- Чемпионат СССР по самбо 1972 года — ;
- Чемпионат СССР по самбо 1973 года — ;
- Чемпионат СССР по самбо 1974 года — ;
- Борьба самбо на летней Спартакиаде народов СССР 1975 года — ;
- Чемпионат СССР по дзюдо 1977 года — .